# Veaceslav Jigailov
Veaceslav Jigailov (n. 4 octombrie 1976, Ștefan Vodă, raionul Ștefan Vodă, Republica Moldova) este un fost fotbalist moldovean care a jucat pe postul de portar. În prezent este antrenor.

## Biografie
S-a născut în orașul Suvorov (actualmente Ștefan Vodă) din RSS Moldovenească. A jucat pentru mai multe cluburi din Moldova printre care FC Tighina, FC Tiraspol, FC Agro Chișinău, FC Moldova-Gaz Chișinău, precum și în străinătate, la Nisa Așgabat (Turkmenistan), FC Smena Komsomolsk pe Amur (Rusia), FC Slavia Mozyr (Belarus), FC Kaisar și Ekibastuz FK (Kazahstan).